# Просінко
Просінко (пол. Prosinko, нім. Neudorf) — село в Польщі, у гміні Чаплінек Дравського повіту Західнопоморського воєводства.
Населення — 143 особи (2011).
У 1975-1998 роках село належало до Кошалінського воєводства.

## Демографія
Демографічна структура станом на 31 березня 2011 року:
|          | Загалом | Допрацездатний вік | Працездатний вік | Постпрацездатний вік |
| -------- | ------- | ------------------ | ---------------- | -------------------- |
| Чоловіки | 73      | 22                 | 48               | 3                    |
| Жінки    | 70      | 23                 | 35               | 12                   |
| Разом    | 143     | 45                 | 83               | 15                   |